# Geopark
Ein Geopark (Mehrzahl: zumeist Geoparks, seltener Geoparke, wegen der starken internationalen Verwendung des Begriffs; in der Schweiz Geopärke) ist ein besonders ausgewiesenes Gebiet, in dem Erdgeschichte erlebbar gemacht wird. In einem Geopark wird vermittelt, wie Landschaften entstehen, welche Gesteine und Rohstoffe im Untergrund vorkommen und wie Geologie und Böden die jeweilige Landnutzung beeinflussen. Diese Themen werden durch Angebote wie etwa geführte Wanderungen, Informationstafeln im Gelände, Print-Publikationen (Faltblätter u. Ä.) sowie online präsentiert.
Geoparks sind in der Regel Ausschnitte der Erdoberfläche, in denen erdgeschichtliche Phänomene in besonders eindrucksvoller Weise – besonders charakteristisch oder außergewöhnlich – vorhanden und entsprechend vorzeigbar sind.
Geoparks widmen sich damit der Vermittlung geowissenschaftlicher Kenntnisse und Erkenntnisse über die jeweilige Region, also einem spezifischen Teilbereich der Umweltbildung. Darüber hinaus dienen sie der wirtschaftlichen Entwicklung der jeweiligen Region, vor allem durch die Förderung von Wertschöpfung im Bereich des Geotourismus. Eine weitere Aufgabe der Geoparks sind Schutz und Erhaltung des geologischen Erbes (Geotopschutz, englisch: Geoconservation).
Seit den 1990er-Jahren gibt es weltweit eine Bewegung zur Ausweisung von Geoparks. Nach langjährigen Bemühungen wurden die Geoparks im November 2015 UNESCO-Programm bzw. Teil eines UNESCO-Programms, des International Geoscience and Geoparks Programme (IGGP). Die bestehenden Geoparks des Global Geoparks Network wurden zu UNESCO Global Geoparks ernannt.
Im Jahr 2000 wurde das Europäische Geopark-Netzwerk gegründet, das seine Mitglieder im europäischen Raum untereinander vernetzt und wirtschaftlich fördert.
Der Begriff Geopark ist – anders als Nationalpark oder Naturpark – keine gesetzliche Kategorie, zum Beispiel des Naturschutzrechts. Für die Zertifizierung von Geoparks sind allerdings Richtlinien geschaffen worden. Für UNESCO Global Geoparks gelten die Operational Guidelines des International Geoscience and Geoparks Programme (IGGP) von 2015. In Deutschland wird die Bezeichnung „Nationaler GeoPark“ nach Prüfung und der Gewährleistung bestimmter Qualitätskriterien von der GeoUnion Alfred-Wegener-Stiftung verliehen, nach Richtlinien, die der Bund-Länder-Ausschuss Bodenforschung (BLA-GEO) erstellt hat, erstmals 2002, zuletzt novelliert im März 2018.

## Internationale Geopark-Netzwerke

### Europäisches Geopark-Netzwerk
Das im Jahr 2000 gegründete Netzwerk umfasste im Juli 2011 zunächst 43 Geoparks aus 17 Ländern. Stand Juli 2015 sind schon 65 Geoparks aus 22 Ländern Mitglied des Netzwerkes. Sieben deutsche Geoparks sind derzeit Mitglied im Netzwerk. Es unterstützt seine Mitglieder in der Öffentlichkeitsarbeit und nachhaltigen Bewirtschaftung, fördert die gegenseitige Zusammenarbeit der Mitglieder, hält Konferenzen zur gemeinsamen Aus- und Weiterbildung ab und fördert den sanften Geotourismus der verbundenen Regionen. Die Mitgliedschaft ist verbunden mit der Mitgliedschaft im Globalen Netzwerk der UNESCO-Geoparks.

### Global Network of National Geoparks
Die UNESCO unterstützte seit 2002 Initiativen, ein globales Netzwerk von nationalen Geoparks (Global Network of National Geoparks) zu schaffen.
Das seit 2004 eingerichtete Global Network of National Geoparks hat die Förderung eines sogenannten nachhaltigen Tourismus zum Zweck. Mit dem Netzwerk sollen weltweit Regionen unterstützt werden, die ihr herausragendes geologisches Erbe in ein speziell ausgerichtetes sozio-ökonomisches Regionalentwicklungskonzept integrieren. Diese Strategie soll gleichermaßen den Schutz und die Nutzung von Geotopen fördern.

### UNESCO Global Geoparks
2015 schuf die UNESCO die Bezeichnung UNESCO Global Geopark als dritte Kategorie zur Auszeichnung von Stätten (nach den Welterbestätten und den Biosphärenreservaten). Die UNESCO definiert für einen Geopark drei übergeordnete Ziele: Neben der Bewahrung einer intakten Umwelt sollen Impulse für eine nachhaltige wirtschaftliche Entwicklung gegeben und eine bessere allgemeine geowissenschaftliche Bildung vermittelt werden.
Das Netzwerk der Global Geoparks wurden dabei in das „International Geoscience and Geoparks Programme“ (IGGP) der UNESCO integriert. Diese Parks sind Mitglieder des 2004 gegründeten Global Geoparks Network.
Stand Juni 2022 gibt es 177 UNESCO Global Geoparks in 46 Ländern, davon acht in Deutschland, vier in Österreich, einen in Luxembourg.
Die acht der 18 deutschen Nationalen Geoparks mit der internationalen Auszeichnung UNESCO Global Geopark sind:
- Schwäbische Alb UNESCO Global Geopark
- Natur- und Geopark Vulkaneifel UNESCO Global Geopark
- Bergstrasse-Odenwald UNESCO Global Geopark
- Natur- und Geopark TERRA.vita UNESCO Global Geopark
- Harz Braunschweiger Land Ostfalen UNESCO Global Geopark
- Muskau Arch/Łuk Mużakowa UNESCO Global Geopark
- Thüringen Inselsberg – Drei Gleichen UNESCO Global Geopark
- Geopark Ries UNESCO Global Geopark

## Nationale GeoParks in Deutschland

Logo der Nationalen Geoparks

Ein Nationaler GeoPark besitzt geologische Sehenswürdigkeiten, die von regionaler und nationaler geowissenschaftlicher Bedeutung, Seltenheit oder Schönheit sind und als repräsentativ für eine Landschaft und ihre geologische Entstehungsgeschichte gelten können. Die Benennung als Nationaler GeoPark ist nicht als weitere Art eines Naturschutzgebietes zu verstehen, sondern als ein Gütesiegel auf Zeit zu betrachten. Damit ist kein gesetzlicher Schutzstatus verbunden, das Etikett bringt daher auch keine Restriktionen für die Region mit sich.
Für das Publikum erschlossen werden Nationale GeoParks durch geologische Wanderpfade, die besonders kennzeichnende und gut zugängliche Beispiele geologischer Sehenswürdigkeiten verbinden. Diese werden je nach Park unterschiedlich bezeichnet, beispielsweise Landmarke, Geostopp oder Geopunkt. Die geologischen Aufschlüsse und Einzelphänomene sind teilweise als Geotop geschützt.
Mit der Einrichtung von Geoparks wird angestrebt,
- eine intakte Umwelt nachfolgenden Generationen zu bewahren,
- die geowissenschaftliche Bildung in der Bevölkerung zu verbessern,
- die wirtschaftliche Entwicklung (u. a. den Tourismus) der jeweiligen Region zu fördern.

Geoparks sollen durch Präsentation, Erhaltung und nachhaltige Nutzung des geologischen Erbes auch zur Realisierung der Ziele der Agenda 21 der UN-Konferenz über Fragen der Umwelt und Entwicklung (UNCED, Rio de Janeiro 1992) dienen.
In Deutschland wird die Auszeichnung „Nationaler GeoPark“ durch die GeoUnion Alfred-Wegener-Stiftung vergeben. Diese Vergaberegelung und die Richtlinien dazu beschloss 2002 der Bund/Länder-Ausschuss Bodenforschung (BLA-GEO); dem BLA-GEO gehören Vertreter bzw. Vertreterinnen der für Geologie zuständigen Bundes- und Landesministerien an. Anlass zur Einführung des Zertifizierungsetiketts war außerdem das vom BMBF ausgerufene Jahr der Geowissenschaften 2002. Nach fünf Jahren wird überprüft, ob das Prädikat Nationaler GeoPark noch zu Recht geführt wird. Zertifizierungen als „Nationaler GeoPark“ durch die GeoUnion werden fortlaufend durchgeführt. Im März 2018 verabschiedete der BLA-GEO eine novellierte Fassung der Richtlinien für Nationale GeoParks in Deutschland.
Die ersten vier Nationalen GeoParks in Deutschland erhielten am 1. Juli 2003 ihre Ernennungsurkunden. 2018 gab es bereits 16 Nationale GeoParks, nachdem im November 2015 der Geopark Porphyrland als 15. Nationaler GeoPark zertifiziert wurde und im Juli 2016 der Nationale Geopark Vulkanland Eifel in die Nationalen GeoParks Laacher See (in der Osteifel) und Vulkaneifel (in der Westeifel) getrennt wurde. 2019 wurde der Geopark Schieferland neu als Nationaler GeoPark zertifiziert; gleichzeitig wurde dem Geopark Eiszeitland am Oderrand der Titel Nationaler GeoPark entzogen. 2020 wurde der Geopark Vulkanregion Vogelsberg als Nationaler GeoPark zertifiziert, im Herbst 2021 der Geopark Sachsens Mitte, im November 2023 der Geopark Emsland. Weitere Geoparks – wie der Geopark Sagenhaftes Vogtland – streben die Zertifizierung als Nationaler GeoPark an und bereiten diese vor.

## Geopunkte in Geoparks
Als Geopunkt bezeichnet man geografisch oder kulturgeschichtlich wichtige Punkte in Geoparks, die für die Öffentlichkeit durch Kennzeichnung erschlossen werden. Geopunkte sind eine Erweiterung der rein geologisch benutzten Begriffe Aufschluss, Geostopp, Geotop, Landmarke o. Ä. Die Geopunkte präsentieren allgemeinverständlich landschaftliche, erdgeschichtliche und kulturhistorische Besonderheiten in den Kommunen mit jeweils einer Informationstafel meist im jeweiligen Geopark-Layout. Mit der Installation von Geopunkten ist es den Kommunen möglich, ihre Sehenswürdigkeiten in der Landschaft zu präsentieren. Anhand der entsprechenden Beschilderung von verschiedenen Startpunkten (meist Bundesstraßen) sollen Besucher durchgängig und wiedererkennbar bis zum jeweiligen Geopunkt geleitet werden können. Die Aufnahme der Geopunkte in die verschiedenen Informationswerke der Geo-Naturparks (z. B. Wanderkarten oder Radwegenetze) ist geplant oder bereits realisiert.
Ziel von Geopunkten ist ihre Einordnung in die sie umgebende Landschaft. Sie sollen Besuchern der Geoparks das Wesen und die Besonderheit dieser Landschaft vermitteln, indem sie auf regional typische Sehenswürdigkeiten aufmerksam machen.